# Laurence Jones
Laurence Jones (ur. 29 sierpnia 1996) – luksemburska lekkoatletka.
Dwukrotna medalistka igrzysk małych państw Europy z 2013: srebrna w sztafecie 4 × 400 m i brązowa w sztafecie 4 × 100 m.
Wielokrotna medalistka mistrzostw Luksemburga. W 2010 wywalczyła brąz w skoku w dal, w 2011 zdobyła srebrny medal w biegu na 100 i 200 m oraz skoku w dal, w 2012 została mistrzynią w skoku w dal oraz wicemistrzynią w biegu na 100 i 200 m, w 2013 wywalczyła złoto w skoku w dal, w 2014 zdobyła złoty medal w skoku w dal i biegu na 200 m, a w 2015 została mistrzynią w biegu na 100 i 200 m oraz brązową medalistką w skoku w dal. Wielokrotna halowa medalistka mistrzostw kraju. W 2011 wywalczyła srebro w skoku w dal, w 2012 została mistrzynią w biegu na 60 i 200 m oraz skoku w dal, w 2013 zdobyła złoty medal w biegu na 60 i 200 m oraz w skoku w dal, w 2014 wywalczyła złoto w skoku w dal oraz srebro w biegu na 60 m i 200 m, w 2015 została mistrzynią w skoku w dal oraz wicemistrzynią w biegu na 60 i 200 m, z kolei w 2016 została mistrzynią w skoku w dal.
Od 2004 reprezentuje klub Celtic Diekirch.
Rekordy życiowe
- 100 m – 11,94 s (Grevenmacher, 19 lipca 2015)
- 200 m – 24,58 s (Grevenmacher, 18 lipca 2015)
- 400 m – 57,13 s (Luksemburg, 30 maja 2013)
- 800 m – 2:24,26 s (Luksemburg, 24 kwietnia 2010)
- 100 m ppł – 16,01 s (Grevenmacher, 20 września 2014)
- skok w dal – 5,99 m (Diekirch, 29 czerwca 2014)
- 60 m (hala) – 7,58 s (Luksemburg, 7 lutego 2015)
- 200 m (hala) – 24,74 s (Luksemburg, 19 stycznia 2014)
- skok w dal (hala) – 5,95 m (Luksemburg, 19 stycznia 2014), halowy rekord Luksemburga[17]

Jones była w składzie sztafety 4 × 100 m, która 29 maja 2014 w Sarreguemines ustanowiła rekord kraju z wynikiem 46,43 s oraz w składzie sztafety 4 × 400 m, która 1 czerwca 2013 w Luksemburgu ustanowiła rekord kraju z wynikiem 3:44,38 s. Sztafeta 4 × 400 m z nią w składzie 21 grudnia 2012 w Luksemburgu ustanowiła halowy rekord kraju wynikiem 3:56,27 s.